# Helmut Hofer
Pour les articles homonymes, voir Hofer.
Helmut Hofer, né le 28 février 1956 à Sinzig, est un mathématicien germano-américain travaillant en géométrie symplectique et en systèmes dynamiques.

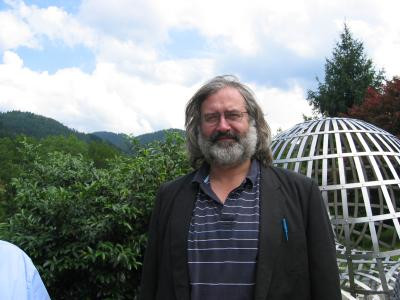
Helmut Hofer à Oberwolfach en 2005 (coll. MFO).

## Biographie
Helmut Hofer a soutenu sa thèse en 1981 à Zurich.
Il a introduit une distance bi-invariante sur le groupe des difféomorphismes hamiltoniens d'une variété symplectique compacte, appelée métrique de Hofer.
Ses travaux ont notamment porté sur la conjecture de Weinstein.

## Prix et distinctions
Il a reçu le prix Ostrowski en 1999 et le prix Heinz Hopf en 2013.